# Şükrü Özyıldız
Şükrü Özyıldız (Smirne, 18 febbraio 1988) è un attore turco.

## Biografia
Nato nel 1988 a Smirne (Turchia), Şükrü Özyıldız proviene da una famiglia di origine Rūm immigrata da Rodi da parte di madre e di origine turca immigrata da Trebisonda, nella regione del Mar Nero, da parte di padre. Dopo aver completato l'istruzione primaria e secondaria e aver conseguito la laurea presso il dipartimento di ingegneria meccanica navale dell'Università tecnica di Istanbul, città dove ha studiato per un anno, ha deciso di iscriversi nuovamente presso l'Università dell'Egeo per poi recarsi in Portogallo nell'ambito del programma Erasmus. È interessato agli sport marziali fin da quando era giovane e ha partecipato a combattimenti nel capoluogo portoghese. Successivamente ha abbandonato questa attività e dopo aver partecipato ad un laboratorio di recitazione, ha deciso di studiare arte drammatica presso il centro d'arte Müjdat Gezen.
Nel 2011 ha fatto la sua prima apparizione sul piccolo schermo con il ruolo di Toprak nella serie quotidiana Derin Sular. Da allora ha preso parte in importanti produzioni televisive, tra cui Uçurum, Benim Hala Umudum Var, Şeref Meselesi, Tatlı Küçük Yalancılar, Kış Güneşi, Çoban Yıldızı, Nefes Nefese e Akıncı. Nel 2023 ha interpretato il ruolo dell'agente dell'intelligence Onur Karasu nella serie Ruhun Duymaz, accanto all'attrice Burcu Özberk.
Nel 2013 ha fatto il suo esordio al cinema con il ruolo di Ilgın nel film Neva. Ha recitato nei film Sevimli Dangerli, accanto all'attrice Ayça Ayşin Turan, Her Şey Aşktan, accanto all'attrice Hande Doğandemir ed Ekşi Elmalar, insieme agli attori Farah Zeynep Abdullah e Şükran Ovalı. Nel 2018 ha vesto i panni di Sinan nel film Cebimdeki Dışı, insieme agli attori Buğra Gülsoy, Leyla Lydia Tuğutlu e quelli di Ayhan Işık nel film Arif V 216. Nel 2022 e nel 2023 ha interpretato il ruolo di Kerem nei film di Netflix Tattiche d'amore (Aşk Taktikleri) e Tattiche d'amore 2 (Ask Taktikleri 2), accanto all'attrice Demet Özdemir.
Nel 2013 ha recitato nello spettacolo teatrale Kim Korkar Hain Kurttan, insieme all'attrice Zerrin Tekindor. Nel 2019 ha recitato con Serenay Sarıkaya nella commedia teatrale Alice Müzikali, un adattamento musicale basato su Alice nel paese delle meraviglie e pubblicato dalla Disney.

## Filmografia

### Cinema
- Neva, regia di Birkan Uz e Can Arca (2013)
- Sevimli Tehlikeli, regia di Özcan Deniz e Reyhan Pekar (2015)
- Kırık Kalpler Bankası, regia di Onur Ünlü (2015)
- Her Şey Aşktan, regia di Andaç Haznedaroğlu (2016)
- Ekşi Elmalar, regia di Yılmaz Erdoğan (2016)
- Cebimdeki Yabancı, regia di Serra Yılmaz (2018)
- Arif V 216, regia di Muzaffer Yıldırım e Cem Yılmaz (2018)
- Tattiche d'amore (Aşk Taktikleri), regia di Emre Kabakuşak (2022)
- Tattiche d'amore 2 (Ask Taktikleri 2), regia di Recai Karagöz (2023)
- Alice Müzikali, regia di Serdar Bilis (2023)

### Televisione
- Derin Sular – serie TV, 116 episodi (Fox, 2011)
- Fatmagül'ün Suçu Ne – serie TV (Kanal D, 2011-2012)
- Uçurum – serie TV, 18 episodi (ATV, 2012)
- Benim Hala Umudum Var – serie TV, 33 episodi (Star TV, Fox, 2013-2014)
- Çalıkuşu – serie TV, 4 episodi (Kanal D, 2014)
- Ulan İstanbul – serie TV, 1 episodio (Kanal D, 2014)
- Şeref Meselesi – serie TV, 24 episodi (Kanal D, 2014-2015)
- Tatlı Küçük Yalancılar – serie TV, 13 episodi (Star TV, 2015)
- Kış Güneşi – serie TV, 18 episodi (Show TV, 2016)
- Çoban Yıldızı – serie TV, 17 episodi (Fox, 2017)
- Nefes Nefese – serie TV, 10 episodi (Star TV, 2018)
- Jet Sosyete – serie TV, 1 episodio (TV8, 2019)
- Akıncı – serie TV, 20 episodi (ATV, 2021)
- Masumlar Apartmanı – serie TV, 1 episodio (TRT 1, 2022)
- Ruhun Duymaz – serie TV, 9 episodi (Fox, 2023)
- Karadut – serie TV, 6 episodi (ATV, 2024)
- Karşılaşmalar – serie TV, 2 episodi (Exxen, 2024)
- Esas Oğlan – serie TV, 6 episodi (GAİN, 2024)

## Teatro
- Kim Korkar Hain Kurttan (2013)
- Alice Müzikali (2019)

## Programmi televisivi
- Beyaz Show (Kanal D, 2014) - guest star
- Melek (Star TV, 2015) - guest star
- Kenan Erçetingöz'le Yüz Yüze (2020) - guest star
- İbrahim Selim ile Bu Gece (Fox, 2023) - guest star

## Doppiatori italiani
Nelle versioni in italiano dei suoi film e delle sue serie TV, Şükrü Özyıldız è stato doppiato da:
- Flavio Aquilone[31] in Tattiche d'amore,[32] in Tattiche d'amore 2[33]

## Riconoscimenti
- ELLE Style Awards
  - 2019: Vincitore come Miglior interpretazione dell'anno, insieme a Serenay Sarıkaya, Ezgi Mola, Enis Arikan e İbrahim Selim
- Pantene Golden Butterfly Awards
  - 2020: Vincitore del Premio onorario, insieme a Serenay Sarıkaya, Ezgi Mola, Enis Arikan, İbrahim Selim e Merve Dizdar
  - 2023: Candidato come Miglior attore in una serie commedia romantica per la serie Ruhun Duymaz
  - 2023: Candidato come Miglior coppia televisiva con Burcu Özberk per la serie Ruhun Duymaz